# Runenstein von Kjellerupgård

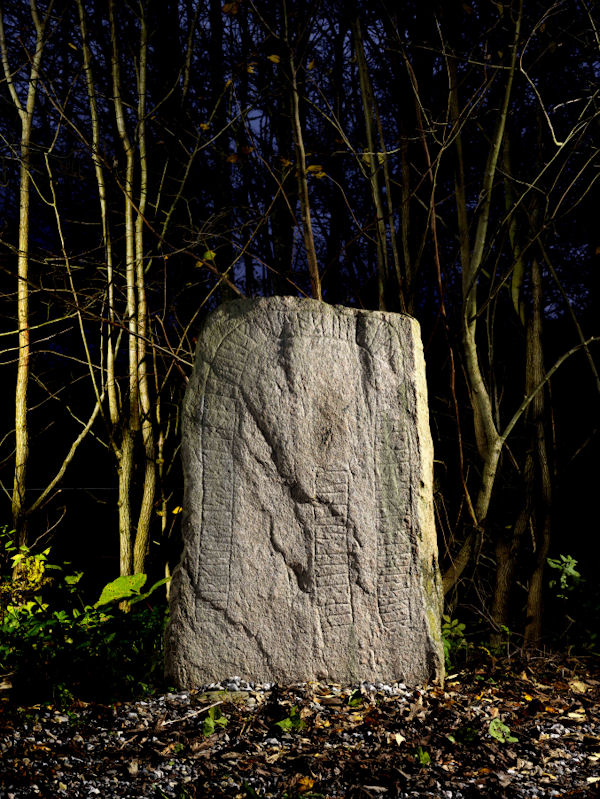
Runenstein von Kjellerupgård

Der Runenstein von Kjellerupgård (auch Kjellerup Hovedgård; DR EM85;312 oder DK NJy 75 auch Runenstein von Svenstrup genannt) steht südlich von Mariager in Jütland in Dänemark und ist (wie die Hobrosteine I + II) ein eher für Schweden typischer Runenstein.
Der Runenstein steht am Eingang zu Kjellerupgård in Svenstrup, an der Straße von Randers nach Mariager. Er wurde in der Kjellerup Kirche gefunden, die auf einem Hügel an der Abzweigung nach Svenstrup stand, etwa 200 m südwestlich von Kjellerupgård. Von der Kirche und ihrem Friedhof sind keine Reste erhalten. Derartige Runensteine wurden an Stellen errichtet, an denen vielen Leute verkehrten. Der Stein fand sich zwischen Randers, Hobro und Viborg in jener Gegend von Dänemark, in der in der späten Wikingerzeit um 970–1020 n. Chr. die meisten Runensteine (belegt etwa 30) errichtet wurden.
Der 1,57 m hohe, 1,0 m breite und 33 cm (unten), 20 cm (oben) dicke Runenstein ist aus Granit und seine in zwei Bändern aufgebrachte Inschrift lautet:
- thurkutr: risthi: stin: thansi: iftir: asuith: fathur: sin: han uai: fan: arskab: mith: ilta: sunum
- Thorgot (männlich) oder Thorgund (weiblich) errichtete diesen Stein für ihren Vater Asved. Den Kummer und die „Täuschung“ (erträgt) er/sie zusammen mit Ildes Söhnen.

Eine Runeninschrift mit ähnlichem Inhalt gibt es ansonsten nur noch auf Bornholm (Vester Marie 5) dort wird von einem Skogi berichtet, der den unschuldig getöteten Alfar betrogen hat.
Die 9,0 bis 12 cm hohe Inschrift beginnt in der unteren linken Ecke. Es endet in einem Schreibband in der Mitte des Steins, das von unten nach oben gelesen wird. Dieses Inschriftenschema ist charakteristisch für die Runensteine, die um das Jahr 1000 errichtet wurden und größtenteils auf schonischen Runensteinen zu finden sind. Asved ist ein seltener Name und in Dänemark nur von dem Runenstein DR 108, dem Kolindstein bekannt.
Die Sprache ist Altdänisch und wurde im so genannten kurzen oder jüngeren skandinavischen Futhark geschrieben. Mehrere Zeichen dieses aus 16 Zeichen bestehenden Alphabetes haben mehr als eine Bedeutung. Deshalb nicht möglich, zu entscheiden, ob Thorgot oder Thorgund den Stein aufrichten ließen. Aufgrund der Runen kann der Stein auf das 10. oder die erste Hälfte des 11. Jahrhunderts datiert werden.
Dieser „Abstammungstein“ wird von Familienmitgliedern aufgestellt (Mutter-Sohn, Sohn-Vater etc.). Es gibt nur einen anderen Runenstein, der den heimtückischen Tod beschreibt, während Geschichten vom plötzlichen Tod auf Land oder auf See, zu Hause oder im Ausland verbreitet sind. Diese Steine beschreiben Ereignisse aus der Oberschicht. Die Steine wurden nicht nur zur Erinnerung an die Toten errichtet, sondern auch um die Person zu rühmen, die sie errichteten.

## Kjellerup und Kjellerupgård
Das Dorf Kjellerup wird im Jahre 1299 erstmals erwähnt kann aber viel älter sein. König Erik Menved besaß zu dieser Zeit ein Fünftel des Landes bei Kjellerup. Der östlich von Kellerup eingeführte Ortsname Kongejorden (Land des Königs), verweist wahrscheinlich darauf. Es wird angenommen, dass das Dorf Kjellerup, das im 17. Jahrhundert verlassen wurde, östlich von Kjellerupgård gelegen hat. Das derzeitige Hauptgebäude des Hofes Kjellerupgård ist 1887–88 gebaut worden. Zuvor gab es einen dreiflügeliges Fachwerkhaus das 1743 errichtet wurde.

## Die Legende
Die Legende besagt, dass Kjellerupgård jeden Silvesterabend eine Handbreit näher an den Kjellerup Sø (See) rückt, der im Norden des Hauptgebäudes liegt, und eines Tages im See versinkt.